# Amozoc
Amozoc è una municipalità dello stato di Puebla, nel Messico centrale, il cui capoluogo è la località di Amozoc de Mota.
Conta 100.964 abitanti (2010) e ha una estensione di 135,18 km². 	 	
Il significato del nome della località in lingua nahuatl è luogo dove c'è fango e limo.